# Wereldkampioenschap voetbal 1974 (kwalificatie UEFA)
In totaal schreven 32 teams van de UEFA zich in voor de kwalificatie van het Wereldkampioenschap voetbal 1974. West-Duitsland was als gastland automatisch geplaatst. Dit kwalificatietoernooi startte op 14 november 1971 en de laatste wedstrijd werd gespeeld op 26 september 1973.

## Opzet
Groepsfase: De 32 landen worden verdeeld in 9 groepen. Van deze groepen zijn er 4 met drie landen, de overige groepen hebben vier landen. De winnaar van de groep 1–7 kwalificeert zich rechtstreeks voor het hoofdtoernooi. In sommige groepen was een extra play-off nodig vanwege de gelijke stand en het gelijke doelsaldo.

Intercontinentale play-off: De winnaar van groep 9 plaatst zich voor deze ronde, daarin wordt tegen de nummer 3 van het Zuid-Amerikaanse kwalificatietoernooi (CONMEBOL) gespeeld om een plek in het hoofdtoernooi.

## Gekwalificeerde landen
| FIFA-lid       | Kwalificatie    | Aantal dln. (inclusief 1974) | Dln. op rij | Eerste dln. | Laatste dln. | Titels (exclusief 1974) | Beste prestatie |
| -------------- | --------------- | ---------------------------- | ----------- | ----------- | ------------ | ----------------------- | --------------- |
| West-Duitsland | Gastland        | 8e                           | 6           | 1934        | 1970         | 1                       | Kampioen        |
| Zweden         | Winnaar groep 1 | 6e                           | 2           | 1934        | 1970         | 0                       | Tweede          |
| Italië         | Winnaar groep 2 | 8e                           | 4           | 1934        | 1970         | 2                       | Winnaar         |
| Nederland      | Winnaar groep 3 | 3e                           | 1           | 1934        | 1938         | 0                       | Eerste ronde    |
| DDR            | Winnaar groep 4 | 1e                           | 1           | n.v.t.      | n.v.t.       | n.v.t.                  | n.v.t.          |
| Polen          | Winnaar groep 5 | 2e                           | 1           | 1938        | 1938         | 0                       | Eerste ronde    |
| Bulgarije      | Winnaar groep 6 | 4e                           | 4           | 1962        | 1970         | 0                       | Groepsfase      |
| Joegoslavië    | Winnaar groep 7 | 6e                           | 1           | 1930        | 1962         | 0                       | Vierde          |
| Schotland      | Winnaar groep 8 | 3e                           | 1           | 1954        | 1958         | 0                       | Groepsfase      |

## Loting
De loting vond plaats in Düsseldorf op 17 juli 1971.
| Pot A                                                                                      | Pot B                                                                          | Pot C                                                                                  | Pot D                                  |
| ------------------------------------------------------------------------------------------ | ------------------------------------------------------------------------------ | -------------------------------------------------------------------------------------- | -------------------------------------- |
| Italië Engeland Tsjecho-Slowakije België Roemenië Sovjet-Unie Zweden Bulgarije Joegoslavië | Portugal Spanje Frankrijk DDR Denemarken Polen Zwitserland Nederland Hongarije | Noord-Ierland Oostenrijk Turkije Ierland Wales Noorwegen Schotland Griekenland Albanië | Finland Luxemburg Malta IJsland Cyprus |

## Groepen en wedstrijden
Legenda

### Groep 1
Een groep met drie kanshebbers met wisselende kansen gedurende de campagne. Als eerste was Oostenrijk uitgespeeld na een 3-2 nederlaag in Zweden. Men was alleen gebaat bij een gelijkspel tussen Hongarije en Zweden, bij winst was Hongarije zeker van kwalificatie. In een levendige wedstrijd eindigde de wedstrijd in 3-3, Hongarije was uitgeschakeld zonder te verliezen en Oostenrijk mocht blijven hopen op een gunstige uitslag tussen Zweden en Malta. Bij een overwinning met een goal verschil bleef Oostenrijk kansrijk en dat gebeurde ook. Er moest een beslissingswedstrijd komen in een winters Gelsenkirchen en nu namen de Zweden het initiatief: 2-1 voor Zweden. Oostenrijk had voor het eerst sinds lange tijd weer een hoopvolle generatie met spits Hans Krankl als blikvanger, maar ze moesten nog even wachten. Gevaarlijke man bij de Zweden was de kopsterke spits van de Nederlands club PSV, Ralf Edström.
| Pos | Land       | Wed | Win | Gel | Ver | DV | DT | +/− | Pnt |
| --- | ---------- | --- | --- | --- | --- | -- | -- | --- | --- |
| 1.  | Zweden     | 6   | 3   | 2   | 1   | 15 | 8  | +7  | 8   |
| 2.  | Oostenrijk | 6   | 3   | 2   | 1   | 14 | 7  | +7  | 8   |
| 3.  | Hongarije  | 6   | 2   | 4   | 0   | 12 | 7  | +5  | 8   |
| 4.  | Malta      | 6   | 0   | 0   | 6   | 1  | 20 | –19 | 0   |

|                                                       |       |                                |           |                                                                                   |
| 14 november 1971 «onderlinge duels» 14:45 uur (UTC+1) | Malta | 0 – 2                          | Hongarije | Empire Stadion, Gżira Toeschouwers: 9.231 Scheidsrechter: Concetto Lo Bello (ITA) |
| 14 november 1971 «onderlinge duels» 14:45 uur (UTC+1) |       | 3' Ferenc Bene 56' Ferenc Bene |           | Empire Stadion, Gżira Toeschouwers: 9.231 Scheidsrechter: Concetto Lo Bello (ITA) |

|                                                    |                                                                                         |       |       |                                                                                  |
| 30 april 1972 «onderlinge duels» 15:00 uur (UTC+1) | Oostenrijk                                                                              | 4 – 0 | Malta | Praterstadion, Wenen Toeschouwers: 16.081 Scheidsrechter: Karlo Kruashvili (URS) |
| 30 april 1972 «onderlinge duels» 15:00 uur (UTC+1) | Josef Hickersberger 29' Josef Hickersberger 34' Josef Hickersberger 36' Norbert Hof 79' |       |       | Praterstadion, Wenen Toeschouwers: 16.081 Scheidsrechter: Karlo Kruashvili (URS) |

|                                                 |                                                    |       |       |                                                                                             |
| 6 mei 1972 «onderlinge duels» 18:30 uur (UTC+1) | Hongarije                                          | 3 – 0 | Malta | Megyeri úti stadion, Boedapest Toeschouwers: 4.646 Scheidsrechter: Milivoje Gugulović (YUG) |
| 6 mei 1972 «onderlinge duels» 18:30 uur (UTC+1) | Lajos Kocsis 35' Ferenc Bene 60' István Juhász 75' |       |       | Megyeri úti stadion, Boedapest Toeschouwers: 4.646 Scheidsrechter: Milivoje Gugulović (YUG) |

|                                                  |        |       |           |                                                                                 |
| 25 mei 1972 «onderlinge duels» 19:00 uur (UTC+1) | Zweden | 0 – 0 | Hongarije | Råsundastadion, Solna Toeschouwers: 28.598 Scheidsrechter: Lau van Ravens (NED) |
| 25 mei 1972 «onderlinge duels» 19:00 uur (UTC+1) |        |       |           | Råsundastadion, Solna Toeschouwers: 28.598 Scheidsrechter: Lau van Ravens (NED) |

|                                                   |                                  |       |        |                                                                               |
| 10 juni 1972 «onderlinge duels» 19:00 uur (UTC+1) | Oostenrijk                       | 2 – 0 | Zweden | Praterstadion, Wenen Toeschouwers: 40.578 Scheidsrechter: Anton Bucheli (SUI) |
| 10 juni 1972 «onderlinge duels» 19:00 uur (UTC+1) | Thomas Parits 65' Peter Pumm 83' |       |        | Praterstadion, Wenen Toeschouwers: 40.578 Scheidsrechter: Anton Bucheli (SUI) |

|                                                      |                                      |       |                                  |                                                                               |
| 15 oktober 1972 «onderlinge duels» 15:30 uur (UTC+1) | Oostenrijk                           | 2 – 2 | Hongarije                        | Praterstadion, Wenen Toeschouwers: 67.392 Scheidsrechter: Rudi Glöckner (DDR) |
| 15 oktober 1972 «onderlinge duels» 15:30 uur (UTC+1) | Franz Hasil 58' (pen.) Kurt Jara 71' |       | 16' Antal Dunai 20' Lajos Kocsis | Praterstadion, Wenen Toeschouwers: 67.392 Scheidsrechter: Rudi Glöckner (DDR) |

|                                                      | |       |       |                                                                               |
| 15 oktober 1972 «onderlinge duels» 13:30 uur (UTC+1) | Zweden | 7 – 0 | Malta | Ullevi, Göteborg Toeschouwers: 24.277 Scheidsrechter: Martti Hirviniemi (FIN) |
| 15 oktober 1972 «onderlinge duels» 13:30 uur (UTC+1) | Ralf Edström 2' Bosse Larsson 16' Ralf Edström 29' Bosse Larsson 35' (pen.) Roland Sandberg 41' Dag Szepanski 57' (pen.) Ralf Edström 63' |       |       | Ullevi, Göteborg Toeschouwers: 24.277 Scheidsrechter: Martti Hirviniemi (FIN) |

|                                                       |       |                                                  |            |                                                                                      |
| 25 november 1972 «onderlinge duels» 14:30 uur (UTC+1) | Malta | 0 – 2                                            | Oostenrijk | Empire Stadion, Gżira Toeschouwers: 4.373 Scheidsrechter: Francesco Francescon (ITA) |
| 25 november 1972 «onderlinge duels» 14:30 uur (UTC+1) |       | 48' Helmut Köglberger 77' (e.d.) Charles Spiteri |            | Empire Stadion, Gżira Toeschouwers: 4.373 Scheidsrechter: Francesco Francescon (ITA) |

|                                                    |                                |       |                                     |                                                                                    |
| 29 april 1973 «onderlinge duels» 17:00 uur (UTC+1) | Hongarije                      | 2 – 2 | Oostenrijk                          | Népstadion, Boedapest Toeschouwers: 72.068 Scheidsrechter: Michel Kitabdjian (FRA) |
| 29 april 1973 «onderlinge duels» 17:00 uur (UTC+1) | Sándor Zámbó 12' Kurt Jara 28' |       | 14' August Starek 69' László Bálint | Népstadion, Boedapest Toeschouwers: 72.068 Scheidsrechter: Michel Kitabdjian (FRA) |

|                                                  |                                                       |       |                                 |                                                                          |
| 23 mei 1973 «onderlinge duels» 19:00 uur (UTC+1) | Zweden                                                | 3 – 2 | Oostenrijk                      | Ullevi, Göteborg Toeschouwers: 48.462 Scheidsrechter: Vital Loraux (BEL) |
| 23 mei 1973 «onderlinge duels» 19:00 uur (UTC+1) | Roland Sandberg 29' Ove Grahn 52' Roland Sandberg 76' |       | 50' Kurt Jara 88' August Starek | Ullevi, Göteborg Toeschouwers: 48.462 Scheidsrechter: Vital Loraux (BEL) |

|                                                   |                                                   |       |                                                       |                                                                                    |
| 13 juni 1973 «onderlinge duels» 18:00 uur (UTC+1) | Hongarije                                         | 3 – 3 | Zweden                                                | Népstadion, Boedapest Toeschouwers: 73.070 Scheidsrechter: Concetto Lo Bello (ITA) |
| 13 juni 1973 «onderlinge duels» 18:00 uur (UTC+1) | Mihály Kozma 9' Csaba Vidáts 59' Sándor Zámbó 71' |       | 39' Ove Kindvall 58' Roland Sandberg 77' Ralf Edström | Népstadion, Boedapest Toeschouwers: 73.070 Scheidsrechter: Concetto Lo Bello (ITA) |

|                                                       |                      |       |                                           |                                                                                   |
| 11 november 1973 «onderlinge duels» 14:30 uur (UTC+1) | Malta                | 1 – 2 | Zweden                                    | Empire Stadion, Gżira Toeschouwers: 15.459 Scheidsrechter: Giorgos Katsoras (GRE) |
| 11 november 1973 «onderlinge duels» 14:30 uur (UTC+1) | Toninu Camilleri 20' |       | 21' Ove Kindvall 33' (pen.) Bosse Larsson | Empire Stadion, Gżira Toeschouwers: 15.459 Scheidsrechter: Giorgos Katsoras (GRE) |

Omdat het gelijk stond werd er een play-off gespeeld op neutraal terrein.
Play-off
|                                                       |                         |       |                                             |                                                                                     |
| 27 november 1973 «onderlinge duels» 20:00 uur (UTC+1) | Oostenrijk              | 1 – 2 | Zweden                                      | Parkstadion, Gelsenkirchen Toeschouwers: 69.974 Scheidsrechter: Rudi Glöckner (DDR) |
| 27 november 1973 «onderlinge duels» 20:00 uur (UTC+1) | Roland Hattenberger 39' |       | 9' Roland Sandberg 28' (pen.) Bosse Larsson | Parkstadion, Gelsenkirchen Toeschouwers: 69.974 Scheidsrechter: Rudi Glöckner (DDR) |

### Groep 2
De vicewereldkampioen Italië had weinig problemen zich te plaatsen, het incasseerde zelfs geen enkel tegen doelpunt. De "Squarda Azzuri" had nog steeds een ervaren selectie en was een van de favorieten op het eindtoernooi.
| Pos | Land        | Wed | Win | Gel | Ver | DV | DT | +/− | Pnt |
| --- | ----------- | --- | --- | --- | --- | -- | -- | --- | --- |
| 1.  | Italië      | 6   | 4   | 2   | 0   | 12 | 0  | +12 | 10  |
| 2.  | Turkije     | 6   | 2   | 2   | 2   | 5  | 3  | +2  | 6   |
| 3.  | Zwitserland | 6   | 2   | 2   | 2   | 2  | 4  | –2  | 6   |
| 4.  | Luxemburg   | 6   | 1   | 0   | 5   | 2  | 14 | –12 | 2   |

|                                                     |           |                                                                   |        |                                                                                   |
| 7 oktober 1972 «onderlinge duels» 15:15 uur (UTC+1) | Luxemburg | 0 – 4                                                             | Italië | Stade Municipal, Luxemburg Toeschouwers: 9.378 Scheidsrechter: Robert Wurtz (FRA) |
| 7 oktober 1972 «onderlinge duels» 15:15 uur (UTC+1) |           | 3' Giorgio Chinaglia 6' Gigi Riva 36' Gigi Riva 62' Fabio Capello |        | Stade Municipal, Luxemburg Toeschouwers: 9.378 Scheidsrechter: Robert Wurtz (FRA) |

|                                                      |             |       |        |                                                                            |
| 21 oktober 1972 «onderlinge duels» 19:00 uur (UTC+1) | Zwitserland | 0 – 0 | Italië | Wankdorf, Bern Toeschouwers: 47.438 Scheidsrechter: Kurt Tschenscher (FRG) |
| 21 oktober 1972 «onderlinge duels» 19:00 uur (UTC+1) |             |       |        | Wankdorf, Bern Toeschouwers: 47.438 Scheidsrechter: Kurt Tschenscher (FRG) |

|                                                      |                                    |       |         |                                                                                              |
| 22 oktober 1972 «onderlinge duels» 15:00 uur (UTC+1) | Luxemburg                          | 2 – 0 | Turkije | Emile Mayrischstadion, Esch-sur-Alzette Toeschouwers: 3.960 Scheidsrechter: Karl Riegg (FRG) |
| 22 oktober 1972 «onderlinge duels» 15:00 uur (UTC+1) | Gilbert Dussier 14' Nico Braun 16' |       |         | Emile Mayrischstadion, Esch-sur-Alzette Toeschouwers: 3.960 Scheidsrechter: Karl Riegg (FRG) |

|                                                       |                                                                  |       |           |                                                                                        |
| 10 december 1972 «onderlinge duels» 14:15 uur (UTC+2) | Turkije                                                          | 3 – 0 | Luxemburg | Mithatpaşastadion, Istanbul Toeschouwers: 36.805 Scheidsrechter: Tofik Bakhramov (URS) |
| 10 december 1972 «onderlinge duels» 14:15 uur (UTC+2) | Osman Arpacıoğlu 6' Osman Arpacıoğlu 39' Köksal Mesci 75' (pen.) |       |           | Mithatpaşastadion, Istanbul Toeschouwers: 36.805 Scheidsrechter: Tofik Bakhramov (URS) |

|                                                      |        |       |         |                                                                                                   |
| 13 januari 1973 «onderlinge duels» 14:30 uur (UTC+1) | Italië | 0 – 0 | Turkije | Stadio Diego Armando Maradona, Napels Toeschouwers: 60.815 Scheidsrechter: Karlo Kruashvili (URS) |
| 13 januari 1973 «onderlinge duels» 14:30 uur (UTC+1) |        |       |         | Stadio Diego Armando Maradona, Napels Toeschouwers: 60.815 Scheidsrechter: Karlo Kruashvili (URS) |

|                                                       |         |                     |        |                                                                                           |
| 25 februari 1973 «onderlinge duels» 14:30 uur (UTC+2) | Turkije | 0 – 1               | Italië | Mithatpaşastadion, Istanbul Toeschouwers: 22.990 Scheidsrechter: Abdelkader Aouissi (ALG) |
| 25 februari 1973 «onderlinge duels» 14:30 uur (UTC+2) |         | 35' Pietro Anastasi |        | Mithatpaşastadion, Istanbul Toeschouwers: 22.990 Scheidsrechter: Abdelkader Aouissi (ALG) |

|                                                    |                                                                           |       |           |                                                                                     |
| 31 maart 1973 «onderlinge duels» 15:30 uur (UTC+1) | Italië                                                                    | 5 – 0 | Luxemburg | Stadio Luigi Ferraris, Genua Toeschouwers: 40.430 Scheidsrechter: Hédi Saoudi (TUN) |
| 31 maart 1973 «onderlinge duels» 15:30 uur (UTC+1) | Gigi Riva 18' Gigi Riva 45' Gianni Rivera 63' Gigi Riva 70' Gigi Riva 80' |       |           | Stadio Luigi Ferraris, Genua Toeschouwers: 40.430 Scheidsrechter: Hédi Saoudi (TUN) |

|                                                   |           |                   |             |                                                                                   |
| 8 april 1973 «onderlinge duels» 15:30 uur (UTC+1) | Luxemburg | 0 – 1             | Zwitserland | Stade Municipal, Luxemburg Toeschouwers: 8.405 Scheidsrechter: Franz Wöhrer (AUT) |
| 8 april 1973 «onderlinge duels» 15:30 uur (UTC+1) |           | 20' Karl Odermatt |             | Stade Municipal, Luxemburg Toeschouwers: 8.405 Scheidsrechter: Franz Wöhrer (AUT) |

|                                                 |             |       |         |                                                                                  |
| 9 mei 1973 «onderlinge duels» 20:00 uur (UTC+1) | Zwitserland | 0 – 0 | Turkije | St. Jakob-Park, Bazel Toeschouwers: 50.868 Scheidsrechter: Gyula Emsberger (HUN) |
| 9 mei 1973 «onderlinge duels» 20:00 uur (UTC+1) |             |       |         | St. Jakob-Park, Bazel Toeschouwers: 50.868 Scheidsrechter: Gyula Emsberger (HUN) |

|                                                        |                  |       |           |                                                                                    |
| 26 september 1973 «onderlinge duels» 20:00 uur (UTC+1) | Zwitserland      | 1 – 0 | Luxemburg | Stadion Allmend, Luzern Toeschouwers: 17.741 Scheidsrechter: Wolfgang Riedel (GDR) |
| 26 september 1973 «onderlinge duels» 20:00 uur (UTC+1) | Rolf Blättler 2' |       |           | Stadion Allmend, Luzern Toeschouwers: 17.741 Scheidsrechter: Wolfgang Riedel (GDR) |

|                                                      |                                        |       |             |                                                                                            |
| 20 oktober 1973 «onderlinge duels» 15:00 uur (UTC+1) | Italië                                 | 2 – 0 | Zwitserland | Olympisch Stadion, Rome Toeschouwers: 62.881 Scheidsrechter: Antonio Camacho Jiménez (ESP) |
| 20 oktober 1973 «onderlinge duels» 15:00 uur (UTC+1) | Gianni Rivera 39' (pen,) Gigi Riva 79' |       |             | Olympisch Stadion, Rome Toeschouwers: 62.881 Scheidsrechter: Antonio Camacho Jiménez (ESP) |

|                                                       |                                    |       |             |                                                                                       |
| 18 november 1973 «onderlinge duels» 15:00 uur (UTC+2) | Turkije                            | 2 – 0 | Zwitserland | İzmir Atatürkstadion, İzmir Toeschouwers: 67.126 Scheidsrechter: Bobby Davidson (SCO) |
| 18 november 1973 «onderlinge duels» 15:00 uur (UTC+2) | Mehmet Türken 51' Melih Atacan 54' |       |             | İzmir Atatürkstadion, İzmir Toeschouwers: 67.126 Scheidsrechter: Bobby Davidson (SCO) |

### Groep 3

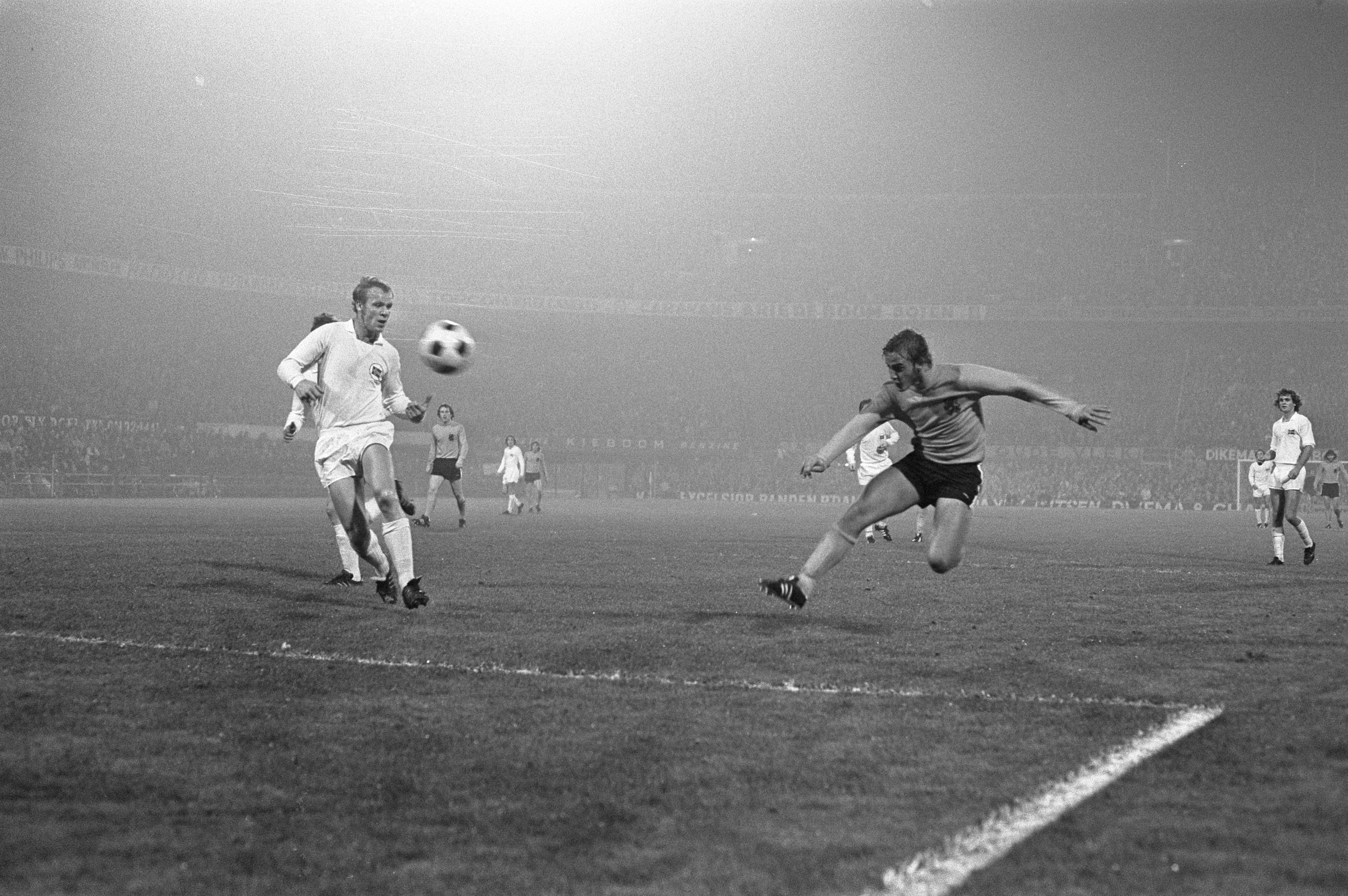
Nederland tegen Noorwegen
1 november 1972

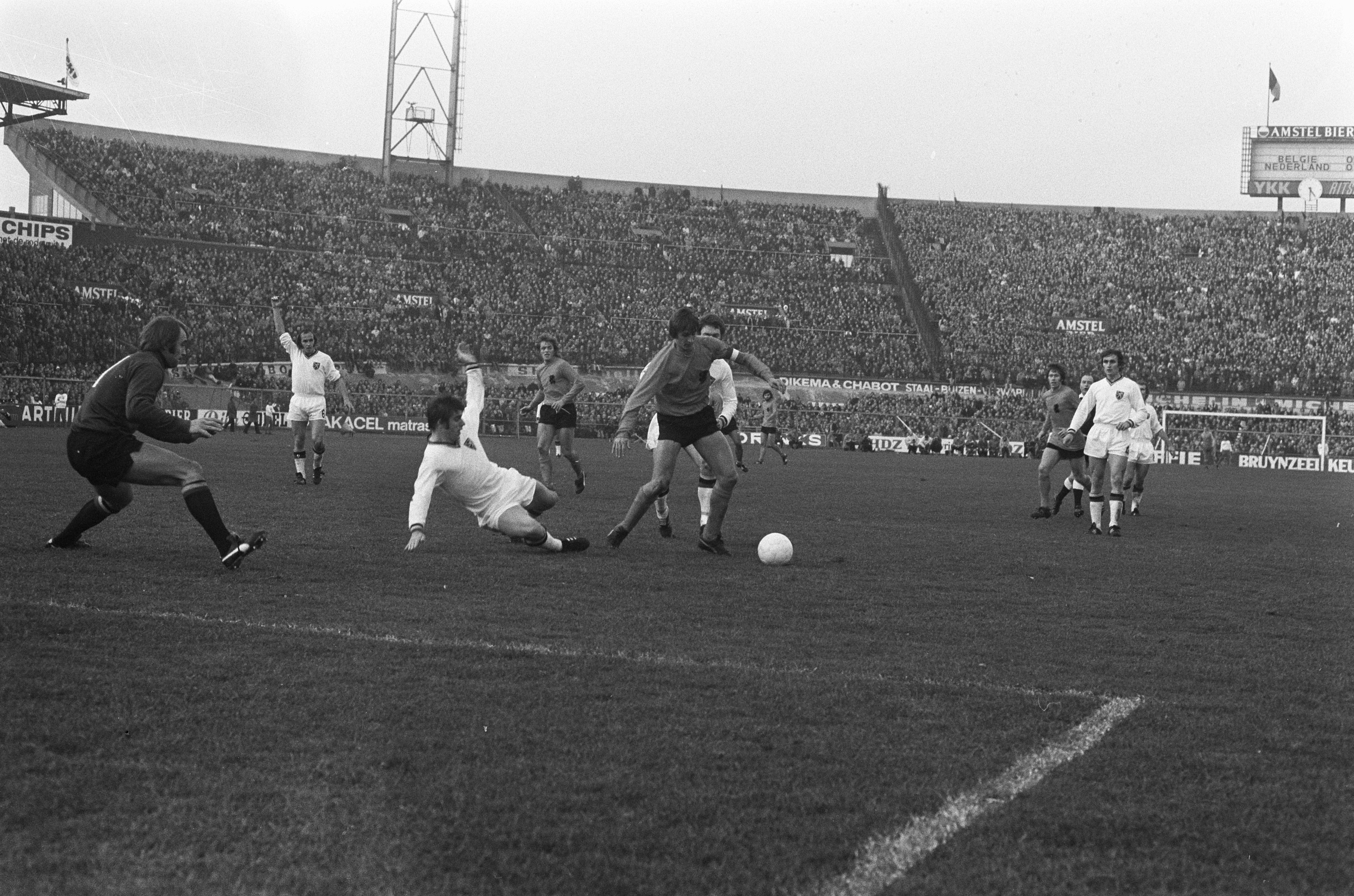
Nederland tegen België
18 november 1973

Eindelijk was er het besef, dat een speler met het Nederlands elftal ook succes kon hebben. Zo speelde Johan Cruijff alle wedstrijden mee, ook de belangrijke. Nederland begon goed met een 9-0 overwinning op Noorwegen in Rotterdam. De tweede wedstrijd was tegen de grote concurrent België, in Antwerpen ontwikkelde zich een veel te harde wedstrijd, waarbij vooral Willem van Hanegem en Johan Neeskens na afloop veel kritiek kregen. Na twee simpele overwinningen op IJsland volgde een moeizame wedstrijd in Noorwegen; vlak voor tijd scoorde verdediger Barry Hulshoff de winnende treffer na een geniale ingeving van Cruijff. Nederland en België hadden nu evenveel punten, alleen het doelsaldo van Nederland was veel beter. Het beslissende duel vond plaats in Amsterdam tijdens een autovrije zondag. Er ontstond een nerveus duel, waar België zich beperkte tot verdedigen en Nederland (waar Wim van Hanegem tijdens de warming-up uitviel) wat kansjes miste, maar ook niet overtuigde. In de 84e minuut kwam het moment van de wedstrijd: bij een plotselinge uitval van de Belgen scoorde Jan Verheyen een zuiver doelpunt, maar tot opluchting van heel Nederland keurde de scheidsrechter het doelpunt af vanwege buitenspel. De Belgen incasseerde tijdens de campagne geen enkel doelpunt, maar moesten gewoon thuisblijven. Nederland plaatste zich voor de eerste keer sinds 1938 voor de eindronde.
| Pos | Land      | Wed | Win | Gel | Ver | DV | DT | +/− | Pnt |
| --- | --------- | --- | --- | --- | --- | -- | -- | --- | --- |
| 1.  | Nederland | 6   | 4   | 2   | 0   | 24 | 2  | +22 | 10  |
| 2.  | België    | 6   | 4   | 2   | 0   | 12 | 0  | +12 | 10  |
| 3.  | Noorwegen | 6   | 2   | 0   | 4   | 9  | 16 | –7  | 4   |
| 4.  | IJsland   | 6   | 0   | 0   | 6   | 2  | 29 | –27 | 0   |

|                                                  |                                                                                          |       |         |                                                                                       |
| 18 mei 1972 «onderlinge duels» 20:00 uur (UTC+1) | België                                                                                   | 4 – 0 | IJsland | Maurice Dufrasnestadion, Luik Toeschouwers: 6.257 Scheidsrechter: Kaj Rasmussen (DEN) |
| 18 mei 1972 «onderlinge duels» 20:00 uur (UTC+1) | Paul Van Himst 12' Odilon Polleunis 34' Odilon Polleunis 57' Einar Gunnarsson 89' (e.d.) |       |         | Maurice Dufrasnestadion, Luik Toeschouwers: 6.257 Scheidsrechter: Kaj Rasmussen (DEN) |

|                                                  |         |                                                                                        |        |                                                                                          |
| 22 mei 1972 «onderlinge duels» 20:00 uur (UTC+1) | IJsland | 0 – 4                                                                                  | België | Albert Dyserynckstadion, Brugge Toeschouwers: 10.508 Scheidsrechter: Dominic Byrne (IRL) |
| 22 mei 1972 «onderlinge duels» 20:00 uur (UTC+1) |         | 28' François Janssens 30' (pen.) Raoul Lambert 49' (pen.) Raoul Lambert 60' Jean Dockx |        | Albert Dyserynckstadion, Brugge Toeschouwers: 10.508 Scheidsrechter: Dominic Byrne (IRL) |

|                                                      |                                                                       |       |                   |                                                                                        |
| 3 augustus 1972 «onderlinge duels» 18:30 uur (UTC+1) | Noorwegen                                                             | 4 – 1 | IJsland           | Stavangerstadion, Stavanger Toeschouwers: 11.000 Scheidsrechter: Wolfgang Riedel (DDR) |
| 3 augustus 1972 «onderlinge duels» 18:30 uur (UTC+1) | Jan Fuglset 55' (pen.) Tom Lund 57' Harry Hestad 83' Tor Johansen 87' |       | 90' Örn Óskarsson | Stavangerstadion, Stavanger Toeschouwers: 11.000 Scheidsrechter: Wolfgang Riedel (DDR) |

|                                                     |           |                                    |        |                                                                              |
| 4 oktober 1972 «onderlinge duels» 19:00 uur (UTC+1) | Noorwegen | 0 – 2                              | België | Ullevaalstadion, Oslo Toeschouwers: 10.141 Scheidsrechter: Bill Mullan (SCO) |
| 4 oktober 1972 «onderlinge duels» 19:00 uur (UTC+1) |           | 58' Léon Dolmans 60' Raoul Lambert |        | Ullevaalstadion, Oslo Toeschouwers: 10.141 Scheidsrechter: Bill Mullan (SCO) |

|                                                      | |       |           |                                                                                  |
| 1 november 1972 «onderlinge duels» 20:30 uur (UTC+1) | Nederland | 9 – 0 | Noorwegen | De Kuip, Rotterdam Toeschouwers: 49.417 Scheidsrechter: Stanisław Eksztajn (POL) |
| 1 november 1972 «onderlinge duels» 20:30 uur (UTC+1) | Johan Neeskens 31' Johan Neeskens 51' Johan Cruijff 55' Johan Neeskens 63' Theo de Jong 70' Willy Brokamp 76' Piet Keizer 80' (pen.) Johan Cruijff 82' Willy Brokamp 87' |       |           | De Kuip, Rotterdam Toeschouwers: 49.417 Scheidsrechter: Stanisław Eksztajn (POL) |

|                                                       |        |       |           |                                                                                  |
| 19 november 1972 «onderlinge duels» 20:00 uur (UTC+1) | België | 0 – 0 | Nederland | Bosuilstadion, Antwerpen Toeschouwers: 54.293 Scheidsrechter: Keith Walker (ENG) |
| 19 november 1972 «onderlinge duels» 20:00 uur (UTC+1) |        |       |           | Bosuilstadion, Antwerpen Toeschouwers: 54.293 Scheidsrechter: Keith Walker (ENG) |

|                                                    |         |                                                                      |           |                                                                                    |
| 2 augustus 1973 «onderlinge duels» 20:00 uur (UTC) | IJsland | 0 – 4                                                                | Noorwegen | Laugardalsvöllur, Reykjavik Toeschouwers: 4.283 Scheidsrechter: Ove Dahlberg (SWE) |
| 2 augustus 1973 «onderlinge duels» 20:00 uur (UTC) |         | 40' Harald Sunde 55' Tor Johansen 80' Per Pettersen 87' Tor Johansen |           | Laugardalsvöllur, Reykjavik Toeschouwers: 4.283 Scheidsrechter: Ove Dahlberg (SWE) |

|                                                       |                                                                                          |       |         |                                                                                       |
| 22 augustus 1973 «onderlinge duels» 20:00 uur (UTC+1) | Nederland                                                                                | 5 – 0 | IJsland | Stadion De Meer, Amsterdam Toeschouwers: 17.213 Scheidsrechter: Jacques Colling (LUX) |
| 22 augustus 1973 «onderlinge duels» 20:00 uur (UTC+1) | Willem van Hanegem 6' Johan Cruijff 8' Arie Haan 17' Willy Brokamp 29' Johan Cruijff 57' |       |         | Stadion De Meer, Amsterdam Toeschouwers: 17.213 Scheidsrechter: Jacques Colling (LUX) |

|                                                       |                    |       | |                                                                                         |
| 29 augustus 1973 «onderlinge duels» 20:00 uur (UTC+1) | IJsland            | 1 – 8 | Nederland | De Adelaarshorst, Deventer Toeschouwers: 23.000 Scheidsrechter: Martti Hirviniemi (FIN) |
| 29 augustus 1973 «onderlinge duels» 20:00 uur (UTC+1) | Elmar Geirsson 44' |       | 15' Willy Brokamp 21' Johan Cruijff 24' Johan Neeskens 28' Johan Cruijff 46' René van de Kerkhof 48' (pen.) Dick Schneider 71' Willem van Hanegem 75' Willy Brokamp | De Adelaarshorst, Deventer Toeschouwers: 23.000 Scheidsrechter: Martti Hirviniemi (FIN) |

|                                                        |                  |       |                                     |                                                                                 |
| 12 september 1973 «onderlinge duels» 19:00 uur (UTC+1) | Noorwegen        | 1 – 2 | Nederland                           | Ullevaalstadion, Oslo Toeschouwers: 19.241 Scheidsrechter: Malcolm Wright (NIR) |
| 12 september 1973 «onderlinge duels» 19:00 uur (UTC+1) | Harry Hestad 77' |       | 7' Johan Cruijff 87' Barry Hulshoff | Ullevaalstadion, Oslo Toeschouwers: 19.241 Scheidsrechter: Malcolm Wright (NIR) |

|                                                      |                                                  |       |           |                                                                                       |
| 31 oktober 1973 «onderlinge duels» 20:00 uur (UTC+1) | België                                           | 2 – 0 | Noorwegen | Stade Emile Versé, Anderlecht Toeschouwers: 14.303 Scheidsrechter: Michal Jursa (TCH) |
| 31 oktober 1973 «onderlinge duels» 20:00 uur (UTC+1) | Léon Dolmans 32' (pen.) Raoul Lambert 85' (pen.) |       |           | Stade Emile Versé, Anderlecht Toeschouwers: 14.303 Scheidsrechter: Michal Jursa (TCH) |

|                                                       |           |       |        |                                                                                       |
| 18 november 1973 «onderlinge duels» 14:30 uur (UTC+1) | Nederland | 0 – 0 | België | Olympisch Stadion, Amsterdam Toeschouwers: 62.847 Scheidsrechter: Pavel Kazakov (URS) |
| 18 november 1973 «onderlinge duels» 14:30 uur (UTC+1) |           |       |        | Olympisch Stadion, Amsterdam Toeschouwers: 62.847 Scheidsrechter: Pavel Kazakov (URS) |

### Groep 4
Groep 4 was met name een strijd tussen twee gelijkwaardig ingeschatte landen uit het Oostblok: Roemenië en Oost-Duitsland. De Roemenen begonnen de campagne matig met een gelijkspel in Finland en dat brak ze uiteindelijk op. Oost-Duitsland won de beslissende wedstrijd in Leipzig dankzij twee doelpunten van verdediger en aanvoerder Bernd Bransch en plaatste zich voor de eerste keer en laatste keer voor een WK, uitgerekend in West-Duitsland.
| Pos | Land     | Wed | Win | Gel | Ver | DV | DT | +/− | Pnt |
| --- | -------- | --- | --- | --- | --- | -- | -- | --- | --- |
| 1.  | DDR      | 6   | 5   | 0   | 1   | 18 | 3  | +15 | 10  |
| 2.  | Roemenië | 6   | 4   | 1   | 1   | 17 | 4  | +13 | 9   |
| 3.  | Finland  | 6   | 1   | 1   | 4   | 3  | 21 | –18 | 3   |
| 4.  | Albanië  | 6   | 1   | 0   | 5   | 3  | 13 | –10 | 2   |

|                                               |                    |       |         |                                                                                   |
| 21 juni 1972 «onderlinge duels» 19:00 (UTC+2) | Finland            | 1 – 0 | Albanië | Olympisch Stadion, Helsinki Toeschouwers: 1.431 Scheidsrechter: Bertil Lööw (SWE) |
| 21 juni 1972 «onderlinge duels» 19:00 (UTC+2) | Miikka Toivola 13' |       |         | Olympisch Stadion, Helsinki Toeschouwers: 1.431 Scheidsrechter: Bertil Lööw (SWE) |

|                                                        |                    |       |                     |                                                                                          |
| 20 september 1972 «onderlinge duels» 18:30 uur (UTC+2) | Finland            | 1 – 1 | Roemenië            | Olympisch Stadion, Helsinki Toeschouwers: 5.519 Scheidsrechter: Stanisław Eksztajn (POL) |
| 20 september 1972 «onderlinge duels» 18:30 uur (UTC+2) | Olavi Rissanen 86' |       | 52' Radu Nunweiller | Olympisch Stadion, Helsinki Toeschouwers: 5.519 Scheidsrechter: Stanisław Eksztajn (POL) |

|                                                 | |       |         |                                                                                     |
| 7 oktober 1972 «onderlinge duels» 16:00 (UTC+1) | DDR | 5 – 0 | Finland | Dynamo Stadion, Dresden Toeschouwers: 20.915 Scheidsrechter: Liuben Radunchev (BUL) |
| 7 oktober 1972 «onderlinge duels» 16:00 (UTC+1) | Hans-Jürgen Kreische 46' Jürgen Sparwasser 68' Joachim Streich 70' Joachim Streich 76' Jürgen Sparwasser 86' |       |         | Dynamo Stadion, Dresden Toeschouwers: 20.915 Scheidsrechter: Liuben Radunchev (BUL) |

|                                                      |                                            |       |         |                                                                                                  |
| 29 oktober 1972 «onderlinge duels» 17:30 uur (UTC+2) | Roemenië                                   | 2 – 0 | Albanië | Stadionul 23 August, Boekarest Toeschouwers: 21.109 Scheidsrechter: Leonidas Vamvakopoulos (GRE) |
| 29 oktober 1972 «onderlinge duels» 17:30 uur (UTC+2) | Nicolae Dobrin 38' Emerich Dembrovschi 41' |       |         | Stadionul 23 August, Boekarest Toeschouwers: 21.109 Scheidsrechter: Leonidas Vamvakopoulos (GRE) |

|                                                   |                                           |       |         |                                                                                          |
| 7 april 1973 «onderlinge duels» 15:00 uur (UTC+1) | DDR                                       | 2 – 0 | Albanië | Ernst Grubestadion, Maagdenburg Toeschouwers: 17.140 Scheidsrechter: Robert Héliès (FRA) |
| 7 april 1973 «onderlinge duels» 15:00 uur (UTC+1) | Joachim Streich 62' Jürgen Sparwasser 69' |       |         | Ernst Grubestadion, Maagdenburg Toeschouwers: 17.140 Scheidsrechter: Robert Héliès (FRA) |

|                                                 |                |       |                                                                                         |                                                                                    |
| 6 mei 1973 «onderlinge duels» 16:00 uur (UTC+1) | Albanië        | 1 – 4 | Roemenië                                                                                | Qemal Stafastadion, Tirana Toeschouwers: 18.049 Scheidsrechter: Marijan Rauš (YUG) |
| 6 mei 1973 «onderlinge duels» 16:00 uur (UTC+1) | Sabah Bizi 87' |       | 12' Ion Dumitru 25' Florea Dumitrache 57' (pen.) Florea Dumitrache 72' Teodor Ţarălungă | Qemal Stafastadion, Tirana Toeschouwers: 18.049 Scheidsrechter: Marijan Rauš (YUG) |

|                                                  |                       |       |     |                                                                                          |
| 27 mei 1973 «onderlinge duels» 17:30 uur (UTC+2) | Roemenië              | 1 – 0 | DDR | Stadionul 23 August, Boekarest Toeschouwers: 45.685 Scheidsrechter: Erich Linemayr (AUT) |
| 27 mei 1973 «onderlinge duels» 17:30 uur (UTC+2) | Florea Dumitrache 53' |       |     | Stadionul 23 August, Boekarest Toeschouwers: 45.685 Scheidsrechter: Erich Linemayr (AUT) |

|                                              |                    |       |                                                                                                  |                                                                                 |
| 6 juni 1973 «onderlinge duels» 19:00 (UTC+2) | Finland            | 1 – 5 | DDR                                                                                              | Ratina Stadion, Tampere Toeschouwers: 6.104 Scheidsrechter: Pavel Kazakov (URS) |
| 6 juni 1973 «onderlinge duels» 19:00 (UTC+2) | Jarmo Manninen 88' |       | 7' Joachim Streich 30' Joachim Streich 44' Wolfram Löwe 75' Peter Ducke 83' Hans-Jürgen Kreische | Ratina Stadion, Tampere Toeschouwers: 6.104 Scheidsrechter: Pavel Kazakov (URS) |

|                                                        |                                     |       |          |                                                                                    |
| 26 september 1973 «onderlinge duels» 19:00 uur (UTC+1) | DDR                                 | 2 – 0 | Roemenië | Zentralstadion, Leipzig Toeschouwers: 77.764 Scheidsrechter: Rudolf Scheurer (SUI) |
| 26 september 1973 «onderlinge duels» 19:00 uur (UTC+1) | Bernd Bransch 42' Bernd Bransch 64' |       |          | Zentralstadion, Leipzig Toeschouwers: 77.764 Scheidsrechter: Rudolf Scheurer (SUI) |

|                                    |                            |       |         |                                                                                        |
| 10 oktober 1973 «onderlinge duels» | Albanië                    | 1 – 0 | Finland | Qemal Stafastadion, Tirana Toeschouwers: 16.581 Scheidsrechter: Aurelio Angonese (ITA) |
| 10 oktober 1973 «onderlinge duels» | Ramazan Rragami 25' (pen.) |       |         | Qemal Stafastadion, Tirana Toeschouwers: 16.581 Scheidsrechter: Aurelio Angonese (ITA) |

|                                                      | |       |         |                                                                                           |
| 14 oktober 1973 «onderlinge duels» 15:30 uur (UTC+2) | Roemenië | 9 – 0 | Finland | Stadionul 23 August, Boekarest Toeschouwers: 13.525 Scheidsrechter: Gyula Emsberger (HUN) |
| 14 oktober 1973 «onderlinge duels» 15:30 uur (UTC+2) | Ion Dumitru 6' Dumitru Marcu 8' Mircea Sandu 25' Dumitru Marcu 43' Florea Dumitrache 45' Nicolae Pantea 55' Florea Dumitrache 63' Mircea Sandu 65' Dudu Georgescu 81' |       |         | Stadionul 23 August, Boekarest Toeschouwers: 13.525 Scheidsrechter: Gyula Emsberger (HUN) |

|                                                      |                 |       |                                                                               |                                                                                   |
| 3 november 1973 «onderlinge duels» 14:00 uur (UTC+1) | Albanië         | 1 – 4 | DDR                                                                           | Qemal Stafastadion, Tirana Toeschouwers: 16.157 Scheidsrechter: Paul Bonett (MLT) |
| 3 november 1973 «onderlinge duels» 14:00 uur (UTC+1) | Mihal Gjika 15' |       | 5' Joachim Streich 35' Joachim Streich 62' Wolfram Löwe 77' Jürgen Sparwasser | Qemal Stafastadion, Tirana Toeschouwers: 16.157 Scheidsrechter: Paul Bonett (MLT) |

### Groep 5
Natuurlijk kon Wales altijd voor een verrassing zorgen, was Polen olympisch kampioen geworden, maar niemand twijfelde echt aan een afwezigheid van Engeland op het wereldkampioenschap. Engeland begon goed met een 1-0 overwinning in Cardiff op Wales, maar de return eindigde in een 1-1 gelijkspel. Polen begon de campagne teleurstellend met een 2-0 nederlaag tegen Wales, maar maakte het voor 70.000 toeschouwers in Chorzów goed met een 2-0 overwinning op Engeland. In deze wedstrijd scoorde de stervoetballer van Polen Włodzimierz Lubański de beslissende 2-0 na een fout van de Engelse recordinternational Bobby Moore. Lubański zou in die wedstrijd ernstig geblesseerd raken en twee jaar niet kunnen spelen. Het was de eerste nederlaag van Engeland ooit in een kwalificatiewedstrijd. Na een 3-0-zege op Wales had Polen genoeg aan een gelijkspel op Wembley om de eindronde te halen. Bondscoach Alf Ramsey nam zijn maatregelen en besloot zijn aanvoerder Bobby Moore te passeren. Hij zei, dat hij de aanvoerder wel nodig zou hebben in de eindronde. De beslissende wedstrijd was ongelooflijk, de Engelsen misten enorm veel kansen en keeper Jan Tomaszewski, voor de wedstrijd smalend door commentator Brian Clough een "clown" genoemd, vervulde een glansrol. In de tweede helft scoorde Jan Domarski uit een zeldzame uitval en Lee scoorde de gelijkmaker uit een strafschop. De Engelsen bleven kansen missen, Tomaszewski werd steeds beter en Engeland werd uitgeschakeld. Het was het einde van het tijdperk Alf Ramsey en hij werd later ontslagen. Polen plaatste zich voor het eerst sinds 1938 voor het eindtoernooi.
| Pos | Land     | Wed | Win | Gel | Ver | DV | DT | +/− | Pnt |
| --- | -------- | --- | --- | --- | --- | -- | -- | --- | --- |
| 1.  | Polen    | 4   | 2   | 1   | 1   | 6  | 3  | +3  | 5   |
| 2.  | Engeland | 4   | 1   | 2   | 1   | 3  | 4  | –1  | 4   |
| 3.  | Wales    | 4   | 1   | 1   | 2   | 3  | 5  | –2  | 3   |

|                                                     |       |                |          |                                                                             |
| 15 november 1972 «onderlinge duels» 19:30 uur (UTC) | Wales | 0 – 1          | Engeland | Ninian Park, Cardiff Toeschouwers: 36.384 Scheidsrechter: Bill Mullan (SCO) |
| 15 november 1972 «onderlinge duels» 19:30 uur (UTC) |       | 35' Colin Bell |          | Ninian Park, Cardiff Toeschouwers: 36.384 Scheidsrechter: Bill Mullan (SCO) |

|                                                    |                  |       |                  |                                                                                   |
| 24 januari 1973 «onderlinge duels» 19:45 uur (UTC) | Engeland         | 1 – 1 | Wales            | Wembley Stadium, Londen Toeschouwers: 62.273 Scheidsrechter: Malcolm Wright (NIR) |
| 24 januari 1973 «onderlinge duels» 19:45 uur (UTC) | orman Hunter 42' |       | 23' John Toshack | Wembley Stadium, Londen Toeschouwers: 62.273 Scheidsrechter: Malcolm Wright (NIR) |

|                                                    |                                      |       |       |                                                                                     |
| 28 maart 1973 «onderlinge duels» 19:30 uur (UTC+1) | Wales                                | 2 – 0 | Polen | Ninian Park, Cardiff Toeschouwers: 12.753 Scheidsrechter: Antonio Rigo Sureda (ESP) |
| 28 maart 1973 «onderlinge duels» 19:30 uur (UTC+1) | Leighton James 46' Trevor Hockey 85' |       |       | Ninian Park, Cardiff Toeschouwers: 12.753 Scheidsrechter: Antonio Rigo Sureda (ESP) |

|                                                  |                                            |       |          |                                                                                 |
| 6 juni 1973 «onderlinge duels» 17:30 uur (UTC+1) | Polen                                      | 2 – 0 | Engeland | Śląskistadion, Chorzów Toeschouwers: 73.714 Scheidsrechter: Paul Schiller (AUT) |
| 6 juni 1973 «onderlinge duels» 17:30 uur (UTC+1) | Robert Gadocha 7' Włodzimierz Lubański 47' |       |          | Śląskistadion, Chorzów Toeschouwers: 73.714 Scheidsrechter: Paul Schiller (AUT) |

|                                                        |                                                       |       |       |                                                                                |
| 26 september 1973 «onderlinge duels» 17:30 uur (UTC+1) | Polen                                                 | 3 – 0 | Wales | Śląskistadion, Chorzów Toeschouwers: 70.181 Scheidsrechter: Ove Dahlberg (SWE) |
| 26 september 1973 «onderlinge duels» 17:30 uur (UTC+1) | Robert Gadocha 29' Grzegorz Lato 34' Jan Domarski 53' |       |       | Śląskistadion, Chorzów Toeschouwers: 70.181 Scheidsrechter: Ove Dahlberg (SWE) |

|                                                      |                         |       |                  |                                                                                 |
| 17 oktober 1973 «onderlinge duels» 19:45 uur (UTC+1) | Engeland                | 1 – 1 | Polen            | Wembley Stadium, Londen Toeschouwers: 90.587 Scheidsrechter: Vital Loraux (BEL) |
| 17 oktober 1973 «onderlinge duels» 19:45 uur (UTC+1) | Allan Clarke 63' (pen.) |       | 57' Jan Domarski | Wembley Stadium, Londen Toeschouwers: 90.587 Scheidsrechter: Vital Loraux (BEL) |

### Groep 6
Het was de laatste kans voor Eusébio om met Portugal nog eenmaal te schitteren op een eindtoernooi. Echter, na een eerdere nederlaag in Sofia tegen Bulgarije was er na een 2-2 gelijkspel in Lissabon geen perspectief meer. Bulgarije plaatste zich voor de vierde achtereenvolgende keer voor een WK, evenveel als de (voormalige) wereldkampioenen Uruguay, Brazilië, Italië en West-Duitsland, maar had nog nooit succes gehad op een eindtoernooi.
| Pos | Land          | Wed | Win | Gel | Ver | DV | DT | +/− | Pnt |
| --- | ------------- | --- | --- | --- | --- | -- | -- | --- | --- |
| 1.  | Bulgarije     | 6   | 4   | 2   | 0   | 13 | 3  | +10 | 10  |
| 2.  | Portugal      | 6   | 2   | 3   | 1   | 10 | 6  | +4  | 7   |
| 3.  | Noord-Ierland | 6   | 1   | 3   | 2   | 5  | 6  | –1  | 5   |
| 4.  | Cyprus        | 6   | 1   | 0   | 5   | 1  | 14 | –13 | 2   |

|                                                    |                                                            |       |        |                                                                                 |
| 29 maart 1972 «onderlinge duels» 21:45 uur (UTC+1) | Portugal                                                   | 4 – 0 | Cyprus | Estádio da Luz, Lissabon Toeschouwers: 5.801 Scheidsrechter: Vital Loraux (BEL) |
| 29 maart 1972 «onderlinge duels» 21:45 uur (UTC+1) | Humberto Coelho 7' Nené 17' Artur Jorge 46' Rui Jordão 81' |       |        | Estádio da Luz, Lissabon Toeschouwers: 5.801 Scheidsrechter: Vital Loraux (BEL) |

|                                                  |        |                 |          |                                                                                  |
| 10 mei 1972 «onderlinge duels» 17:00 uur (UTC+2) | Cyprus | 0 – 1           | Portugal | GSP-stadion, Nicosia Toeschouwers: 7.643 Scheidsrechter: Chevorc Ghemigean (ROU) |
| 10 mei 1972 «onderlinge duels» 17:00 uur (UTC+2) |        | 78' Chico Faria |          | GSP-stadion, Nicosia Toeschouwers: 7.643 Scheidsrechter: Chevorc Ghemigean (ROU) |

|                                    |                                                                  |       |               | |
| 18 oktober 1972 «onderlinge duels» | Bulgarije                                                        | 3 – 0 | Noord-Ierland | Vasil Levski Nationaal Stadion, Sofia Toeschouwers: 40.000 Scheidsrechter: Gerhard Schulenburg (FRG) |
| 18 oktober 1972 «onderlinge duels» | Hristo Bonev 18' (pen.) Bozhil Kolev 59' Hristo Bonev 85' (pen.) |       |               | Vasil Levski Nationaal Stadion, Sofia Toeschouwers: 40.000 Scheidsrechter: Gerhard Schulenburg (FRG) |

|                                                       |        |                                                                       |           |                                                                                     |
| 19 november 1972 «onderlinge duels» 14:45 uur (UTC+2) | Cyprus | 0 – 4                                                                 | Bulgarije | Tsirionstadion, Limasol Toeschouwers: 5.731 Scheidsrechter: Concetto Lo Bello (ITA) |
| 19 november 1972 «onderlinge duels» 14:45 uur (UTC+2) |        | 2' Atanas Mihaylov 15' Georgi Denev 17' Hristo Bonev 80' Hristo Bonev |           | Tsirionstadion, Limasol Toeschouwers: 5.731 Scheidsrechter: Concetto Lo Bello (ITA) |

|                                                       |                    |       |               |                                                                            |
| 14 februari 1973 «onderlinge duels» 15:15 uur (UTC+2) | Cyprus             | 1 – 0 | Noord-Ierland | GSP-stadion, Nicosia Toeschouwers: 5.328 Scheidsrechter: Aurel Bentu (ROU) |
| 14 februari 1973 «onderlinge duels» 15:15 uur (UTC+2) | Kokos Antoniou 88' |       |               | GSP-stadion, Nicosia Toeschouwers: 5.328 Scheidsrechter: Aurel Bentu (ROU) |

|                                                    |                    |       |                    |                                                                                   |
| 28 maart 1973 «onderlinge duels» 19:30 uur (UTC+1) | Noord-Ierland      | 1 – 1 | Portugal           | Highfield Road, Coventry Toeschouwers: 11.238 Scheidsrechter: Paul Schiller (AUT) |
| 28 maart 1973 «onderlinge duels» 19:30 uur (UTC+1) | Martin O'Neill 18' |       | 84' (pen.) Eusébio | Highfield Road, Coventry Toeschouwers: 11.238 Scheidsrechter: Paul Schiller (AUT) |

|                               |                                   |       |          | |
| 2 mei 1973 «onderlinge duels» | Bulgarije                         | 2 – 1 | Portugal | Vasil Levski Nationaal Stadion, Sofia Toeschouwers: 49.300 Scheidsrechter: Milivoje Gugulović (YUG) |
| 2 mei 1973 «onderlinge duels» | Georgi Denev 38' Hristo Bonev 60' |       | 73' Nené | Vasil Levski Nationaal Stadion, Sofia Toeschouwers: 49.300 Scheidsrechter: Milivoje Gugulović (YUG) |

|                                                 |                                                         |       |        |                                                                                 |
| 8 mei 1973 «onderlinge duels» 19:30 uur (UTC+1) | Noord-Ierland                                           | 3 – 0 | Cyprus | Craven Cottage, Londen Toeschouwers: 6.090 Scheidsrechter: Iorwerth Jones (WAL) |
| 8 mei 1973 «onderlinge duels» 19:30 uur (UTC+1) | Sammy Morgan 4' Trevor Anderson 32' Trevor Anderson 44' |       |        | Craven Cottage, Londen Toeschouwers: 6.090 Scheidsrechter: Iorwerth Jones (WAL) |

|                                                        |               |       |           |                                                                              |
| 26 september 1973 «onderlinge duels» 19:30 uur (UTC+1) | Noord-Ierland | 0 – 0 | Bulgarije | Hillsborough, Sheffield Toeschouwers: 6.206 Scheidsrechter: Rolf Nyhus (NOR) |
| 26 september 1973 «onderlinge duels» 19:30 uur (UTC+1) |               |       |           | Hillsborough, Sheffield Toeschouwers: 6.206 Scheidsrechter: Rolf Nyhus (NOR) |

|                                                      |                                         |       |                                   |                                                                                 |
| 13 oktober 1973 «onderlinge duels» 21:45 uur (UTC+1) | Portugal                                | 2 – 2 | Bulgarije                         | Estádio da Luz, Lissabon Toeschouwers: 13.000 Scheidsrechter: Jack Taylor (ENG) |
| 13 oktober 1973 «onderlinge duels» 21:45 uur (UTC+1) | António Simões 53' Alfredo Quaresma 90' |       | 56' Hristo Bonev 65' Hristo Bonev | Estádio da Luz, Lissabon Toeschouwers: 13.000 Scheidsrechter: Jack Taylor (ENG) |

|                                                       |                |       |                 |                                                                                                |
| 14 november 1973 «onderlinge duels» 21:45 uur (UTC+1) | Portugal       | 1 – 1 | Noord-Ierland   | Estádio José Alvalade, Lissabon Toeschouwers: 6.713 Scheidsrechter: Pablo Sánchez Ibáñez (ESP) |
| 14 november 1973 «onderlinge duels» 21:45 uur (UTC+1) | Rui Jordão 34' |       | 68' Liam O'Kane | Estádio José Alvalade, Lissabon Toeschouwers: 6.713 Scheidsrechter: Pablo Sánchez Ibáñez (ESP) |

|                                                       |                                  |       |        |                                                                                              |
| 18 november 1973 «onderlinge duels» 16:30 uur (UTC+2) | Bulgarije                        | 2 – 0 | Cyprus | Vasil Levski Nationaal Stadion, Sofia Toeschouwers: 17.400 Scheidsrechter: Ivan Placek (TCH) |
| 18 november 1973 «onderlinge duels» 16:30 uur (UTC+2) | Bozhil Kolev 2' Georgi Denev 66' |       |        | Vasil Levski Nationaal Stadion, Sofia Toeschouwers: 17.400 Scheidsrechter: Ivan Placek (TCH) |

### Groep 7
Groep 7 was een gelijkopgaande strijd tussen Spanje en Joegoslavië, de wedstrijden in Las Palmas en Zagreb eindigden onbeslist, daarom waren de wedstrijden tegen Griekenland belangrijk, de laatste wedstrijd moest Joegoslavië in Athene met twee goals verschil winnen. In de laatste minuut scoorde Ivica Šurjak de 4-2, waardoor er een beslissingswedstrijd nodig was tussen Spanje en Joegoslavië in Frankfurt. Josip Katalinski scoorde in de tiende minuut het winnende doelpunt en voor de eerste keer sinds 1962 plaatste het land zich voor de eindronde.
| Pos | Land        | Wed | Win | Gel | Ver | DV | DT | +/− | Pnt |
| --- | ----------- | --- | --- | --- | --- | -- | -- | --- | --- |
| 1.  | Joegoslavië | 4   | 2   | 2   | 0   | 7  | 4  | +3  | 6   |
| 2.  | Spanje      | 4   | 2   | 2   | 0   | 8  | 5  | +3  | 6   |
| 3.  | Griekenland | 4   | 0   | 0   | 4   | 5  | 11 | –6  | 0   |

|                                                    |                                     |       |                                     | |
| 19 oktober 1972 «onderlinge duels» 20:30 uur (UTC) | Spanje                              | 2 – 2 | Joegoslavië                         | Estadio Insular, Las Palmas de Gran Canaria Toeschouwers: 14.161 Scheidsrechter: Keith Walker (ENG) |
| 19 oktober 1972 «onderlinge duels» 20:30 uur (UTC) | Amancio Amaro Varela 30' Asensi 89' |       | 52' Dušan Bajević 61' Dušan Bajević | Estadio Insular, Las Palmas de Gran Canaria Toeschouwers: 14.161 Scheidsrechter: Keith Walker (ENG) |

|                                                       |                    |       |             |                                                                                        |
| 18 november 1972 «onderlinge duels» 13:30 uur (UTC+1) | Joegoslavië        | 1 – 0 | Griekenland | Rode Sterstadion, Belgrado Toeschouwers: 60.104 Scheidsrechter: Kurt Tschenscher (FRG) |
| 18 november 1972 «onderlinge duels» 13:30 uur (UTC+1) | Jovan Aćimović 13' |       |             | Rode Sterstadion, Belgrado Toeschouwers: 60.104 Scheidsrechter: Kurt Tschenscher (FRG) |

|                                                      |                                      |       |                                                      |                                                                                             |
| 17 januari 1973 «onderlinge duels» 15:00 uur (UTC+2) | Griekenland                          | 2 – 3 | Spanje                                               | Leoforos Alexandrasstadion, Athene Toeschouwers: 16.579 Scheidsrechter: Rudi Glöckner (DDR) |
| 17 januari 1973 «onderlinge duels» 15:00 uur (UTC+2) | Giorgos Koudas 50' Mimis Domazos 82' |       | 40' Óscar Valdez 82' José Claramunt 86' Óscar Valdez | Leoforos Alexandrasstadion, Athene Toeschouwers: 16.579 Scheidsrechter: Rudi Glöckner (DDR) |

|                                                       |                                                      |       |                        |                                                                                          |
| 21 februari 1973 «onderlinge duels» 20:30 uur (UTC+1) | Spanje                                               | 3 – 1 | Griekenland            | Estadio La Rosaleda, Málaga Toeschouwers: 20.569 Scheidsrechter: Michel Kitabdjian (FRA) |
| 21 februari 1973 «onderlinge duels» 20:30 uur (UTC+1) | José Claramunt 29' Juan Sol 38' Roberto Martínez 77' |       | 37' Antonis Antoniadis | Estadio La Rosaleda, Málaga Toeschouwers: 20.569 Scheidsrechter: Michel Kitabdjian (FRA) |

|                                                      |             |       |        |                                                                                   |
| 21 oktober 1973 «onderlinge duels» 14:30 uur (UTC+1) | Joegoslavië | 0 – 0 | Spanje | Maksimirstadion, Zagreb Toeschouwers: 61.010 Scheidsrechter: Erich Linemayr (AUT) |
| 21 oktober 1973 «onderlinge duels» 14:30 uur (UTC+1) |             |       |        | Maksimirstadion, Zagreb Toeschouwers: 61.010 Scheidsrechter: Erich Linemayr (AUT) |

|                                                       |                                                     |       |                                                                              |                                                                                                 |
| 19 december 1973 «onderlinge duels» 14:45 uur (UTC+2) | Griekenland                                         | 2 – 4 | Joegoslavië                                                                  | Georgios Karaiskákisstadion, Piraeus Toeschouwers: 7.768 Scheidsrechter: Kurt Tschenscher (FRG) |
| 19 december 1973 «onderlinge duels» 14:45 uur (UTC+2) | Kostas Eleftherakis 33' Josip Katalinski 45' (e.d.) |       | 12' Dušan Bajević 15' Stanislav Karasi 62' Ivica Šurjak 90' Stanislav Karasi | Georgios Karaiskákisstadion, Piraeus Toeschouwers: 7.768 Scheidsrechter: Kurt Tschenscher (FRG) |

Omdat het gelijk stond werd er een play-off gespeeld op neutraal terrein.
Play-off
|                                                       |        |                      |             |                                                                                        |
| 13 februari 1974 «onderlinge duels» 19:30 uur (UTC+1) | Spanje | 0 – 1                | Joegoslavië | Waldstadion, Frankfurt am Main Toeschouwers: 62.000 Scheidsrechter: Vital Loraux (BEL) |
| 13 februari 1974 «onderlinge duels» 19:30 uur (UTC+1) |        | 13' Josip Katalinski |             | Waldstadion, Frankfurt am Main Toeschouwers: 62.000 Scheidsrechter: Vital Loraux (BEL) |

### Groep 8
De glorietijd van Celtic Glasgow in de Europa Cup der landskampioenschappen (winnaar in 1967, verliezend finalist in 1970, halvefinalist in 1972) was inmiddels voorbij. Maar uitgerekend in deze periode boekte het Schotse nationale elftal weer internationaal succes, nadat eerdere pogingen net niet lukten. Doordat concurrent Tsjecho-Slowakije in en tegen Denemarken puntverlies leed, was een overwinning genoeg voor de Schotten om zich te kwalificeren. Ze wonnen na een 1-0 achterstand met 2-1, het winnende doelpunt werd gemaakt door Joe Jordan, de spits van Leeds United, destijds een topclub in Europa. Doordat enkele weken later Engeland werd uitgeschakeld door Polen, werd Schotland de enige Britse vertegenwoordiger op het WK.
| Pos | Land              | Wed | Win | Gel | Ver | DV | DT | +/− | Pnt |
| --- | ----------------- | --- | --- | --- | --- | -- | -- | --- | --- |
| 1.  | Schotland         | 4   | 3   | 0   | 1   | 8  | 3  | +5  | 6   |
| 2.  | Tsjecho-Slowakije | 4   | 2   | 1   | 1   | 9  | 3  | +6  | 5   |
| 3.  | Denemarken        | 4   | 0   | 1   | 3   | 2  | 13 | –11 | 1   |

|                                                      |                  |       |                                                                |                                                                                              |
| 18 oktober 1972 «onderlinge duels» 19:00 uur (UTC+1) | Denemarken       | 1 – 4 | Schotland                                                      | Københavns Idrætspark, Kopenhagen Toeschouwers: 31.200 Scheidsrechter: Tofik Bakhramov (URS) |
| 18 oktober 1972 «onderlinge duels» 19:00 uur (UTC+1) | Finn Laudrup 28' |       | 17' Lou Macari 19' Jimmy Bone 80' Joe Harper 83' Willie Morgan | Københavns Idrætspark, Kopenhagen Toeschouwers: 31.200 Scheidsrechter: Tofik Bakhramov (URS) |

|                                                     |                                     |       |            |                                                                                 |
| 15 november 1972 «onderlinge duels» 20:00 uur (UTC) | Schotland                           | 2 – 0 | Denemarken | Hampden Park, Glasgow Toeschouwers: 47.109 Scheidsrechter: Charles Corver (NED) |
| 15 november 1972 «onderlinge duels» 20:00 uur (UTC) | Kenny Dalglish 2' Peter Lorimer 47' |       |            | Hampden Park, Glasgow Toeschouwers: 47.109 Scheidsrechter: Charles Corver (NED) |

|                                                 |                   |       |                     |                                                                                                |
| 2 mei 1973 «onderlinge duels» 19:00 uur (UTC+1) | Denemarken        | 1 – 1 | Tsjecho-Slowakije   | Københavns Idrætspark, Kopenhagen Toeschouwers: 19.942 Scheidsrechter: Concetto Lo Bello (ITA) |
| 2 mei 1973 «onderlinge duels» 19:00 uur (UTC+1) | Ole Bjørnmose 15' |       | 38' Ladislav Petráš | Københavns Idrætspark, Kopenhagen Toeschouwers: 19.942 Scheidsrechter: Concetto Lo Bello (ITA) |

|                                                  | |       |            |                                                                                  |
| 6 juni 1973 «onderlinge duels» 19:00 uur (UTC+1) | Tsjecho-Slowakije                                                                                                   | 6 – 0 | Denemarken | Letenský Stadion, Praag Toeschouwers: 17.432 Scheidsrechter: Anton Bucheli (SUI) |
| 6 juni 1973 «onderlinge duels» 19:00 uur (UTC+1) | Zdeněk Nehoda 46' Bohumil Veselý 57' Přemysl Bičovský 58' Vladimír Hagara 60' Bohumil Veselý 67' Bohumil Veselý 81' |       |            | Letenský Stadion, Praag Toeschouwers: 17.432 Scheidsrechter: Anton Bucheli (SUI) |

|                                                        |                               |       |                   |                                                                              |
| 26 september 1973 «onderlinge duels» 20:00 uur (UTC+1) | Schotland                     | 2 – 1 | Tsjecho-Slowakije | Hampden Park, Glasgow Toeschouwers: 95.786 Scheidsrechter: Henry Øberg (NOR) |
| 26 september 1973 «onderlinge duels» 20:00 uur (UTC+1) | Jim Holton 41' Joe Jordan 75' |       | 33' Zdeněk Nehoda | Hampden Park, Glasgow Toeschouwers: 95.786 Scheidsrechter: Henry Øberg (NOR) |

|                                                      |                          |       |           |                                                                                       |
| 17 oktober 1973 «onderlinge duels» 17:30 uur (UTC+1) | Tsjecho-Slowakije        | 1 – 0 | Schotland | Tehelné pole, Bratislava Toeschouwers: 13.668 Scheidsrechter: Ferdinand Biwersi (FRG) |
| 17 oktober 1973 «onderlinge duels» 17:30 uur (UTC+1) | Zdeněk Nehoda 17' (pen.) |       |           | Tehelné pole, Bratislava Toeschouwers: 13.668 Scheidsrechter: Ferdinand Biwersi (FRG) |

### Groep 9
Het Franse voetbal zat al jaren in een zware crisis; het laatste aansprekende resultaat was van 1958, toen men derde werd op het WK in Zweden. "Les bleus" begonnen de campagne hoopvol met een 1-0 overwinning op de Sovjet-Unie. Echter, tegen het lager ingeschatte Ierland werd maar één punt behaald en Frankrijk moest nu opnieuw van de Russen winnen. In Moskou sloeg de thuisploeg in de slotfase toe en eindigden de Fransen als laatste in hun groep, een nieuw dieptepunt. De Sovjet-Unie was nog niet zeker van deelname, het moest een play-off wedstrijd spelen tegen Peru of Chili.
| Pos | Land        | Wed | Win | Gel | Ver | DV | DT | +/− | Pnt |
| --- | ----------- | --- | --- | --- | --- | -- | -- | --- | --- |
| 1.  | Sovjet-Unie | 4   | 3   | 0   | 1   | 5  | 2  | +3  | 6   |
| 2.  | Ierland     | 4   | 1   | 1   | 2   | 4  | 5  | –1  | 3   |
| 3.  | Frankrijk   | 4   | 1   | 1   | 2   | 3  | 5  | –2  | 3   |

|                                                      |                    |       |             |                                                                                     |
| 13 oktober 1972 «onderlinge duels» 20:30 uur (UTC+1) | Frankrijk          | 1 – 0 | Sovjet-Unie | Parc des Princes, Parijs Toeschouwers: 29.746 Scheidsrechter: Rudolf Scheurer (SUI) |
| 13 oktober 1972 «onderlinge duels» 20:30 uur (UTC+1) | Georges Bereta 61' |       |             | Parc des Princes, Parijs Toeschouwers: 29.746 Scheidsrechter: Rudolf Scheurer (SUI) |

|                                                      |                  |       |                                         |                                                                               |
| 18 oktober 1972 «onderlinge duels» 16:30 uur (UTC+1) | Ierland          | 1 – 2 | Sovjet-Unie                             | Lansdowne Road, Dublin Toeschouwers: 27.656 Scheidsrechter: Henry Øberg (NOR) |
| 18 oktober 1972 «onderlinge duels» 16:30 uur (UTC+1) | Terry Conroy 83' |       | 55' Vladimir Fedotov 65' Viktor Kolotov | Lansdowne Road, Dublin Toeschouwers: 27.656 Scheidsrechter: Henry Øberg (NOR) |

|                                                     |                                 |       |                        |                                                                                 |
| 15 november 1972 «onderlinge duels» 19:45 uur (UTC) | Ierland                         | 2 – 1 | Frankrijk              | Dalymount Park, Dublin Toeschouwers: 26.511 Scheidsrechter: Kaj Rasmussen (DEN) |
| 15 november 1972 «onderlinge duels» 19:45 uur (UTC) | Terry Conroy 27' Ray Treacy 77' |       | 66' Jean-Michel Larqué | Dalymount Park, Dublin Toeschouwers: 26.511 Scheidsrechter: Kaj Rasmussen (DEN) |

|                                                  |                            |       |         |                                                                                       |
| 13 mei 1973 «onderlinge duels» 18:00 uur (UTC+3) | Sovjet-Unie                | 1 – 0 | Ierland | Centraal Leninstadion, Moskou Toeschouwers: 65.527 Scheidsrechter: Ove Dahlberg (SWE) |
| 13 mei 1973 «onderlinge duels» 18:00 uur (UTC+3) | Volodymyr Onysjtsjenko 58' |       |         | Centraal Leninstadion, Moskou Toeschouwers: 65.527 Scheidsrechter: Ove Dahlberg (SWE) |

|                                                  |                  |       |                 |                                                                                    |
| 19 mei 1973 «onderlinge duels» 20:30 uur (UTC+1) | Frankrijk        | 1 – 1 | Ierland         | Parc des Princes, Parijs Toeschouwers: 28.405 Scheidsrechter: Nicolae Rainea (ROU) |
| 19 mei 1973 «onderlinge duels» 20:30 uur (UTC+1) | Serge Chiesa 79' |       | 83' Mick Martin | Parc des Princes, Parijs Toeschouwers: 28.405 Scheidsrechter: Nicolae Rainea (ROU) |

|                                                  |                                             |       |           |                                                                                            |
| 26 mei 1973 «onderlinge duels» 18:00 uur (UTC+3) | Sovjet-Unie                                 | 2 – 0 | Frankrijk | Centraal Leninstadion, Moskou Toeschouwers: 76.604 Scheidsrechter: Ferdinand Biwersi (FRG) |
| 26 mei 1973 «onderlinge duels» 18:00 uur (UTC+3) | Oleh Blochin 81' Volodymyr Onysjtsjenko 84' |       |           | Centraal Leninstadion, Moskou Toeschouwers: 76.604 Scheidsrechter: Ferdinand Biwersi (FRG) |

### Intercontinentale play-off
|                                                        |             |       |       |                                                                                          |
| 26 september 1973 «onderlinge duels» 19:30 uur (UTC+3) | Sovjet-Unie | 0 – 0 | Chili | Centraal Leninstadion, Moskou Toeschouwers: 48.891 Scheidsrechter: Armando Marques (BRA) |
| 26 september 1973 «onderlinge duels» 19:30 uur (UTC+3) |             |       |       | Centraal Leninstadion, Moskou Toeschouwers: 48.891 Scheidsrechter: Armando Marques (BRA) |

|                  |       |                    |             |                                                                                      |
| 21 november 1973 | Chili | 2 – 0 Reglementair | Sovjet-Unie | Estadio Nacional, Santiago Toeschouwers: 15.000 Scheidsrechter: Erich Linemayr (AUT) |
| 21 november 1973 |       |                    |             | Estadio Nacional, Santiago Toeschouwers: 15.000 Scheidsrechter: Erich Linemayr (AUT) |

Chili kwalificeert zich voor het hoofdtoernooi.